# SIAI-Marchetti S.205
SIAI-Marchetti S.205 – włoski samolot turystyczny, opracowany przez włoską firmę lotniczą SIAI-Marchetti na początku lat 60. XX wieku.

## Historia
Firma SIAI-Marchetti na początku lat 60. XX w. podjęło decyzję o opracowaniu czteroosobowego, popularnego samolotu przeznaczonego do turystyki i lotnictwa rekreacyjnego. Samolot miałby być uzupełnieniem dla dwumiejscowego samolotu Aermacchi SF-260. Głównym konstruktorem samolotu został Alessandro Brena. Oblot prototypu został dokonany 4 maja 1965 r. Wkrótce potem samolot został zaprezentowany na paryskim salonie lotniczym. 
Dla odbiorców był oferowany w wersji ze składanym podwoziem lub stałym. Był produkowany w kilku odmianach, z silnikami o mocy od 180 KM do 300 KM. Samolot odniósł komercyjny sukces, produkcja seryjna ruszyła w 1966 r., zakończono ją w 1975 roku. W latach 1977–1980, na potrzeby włoskich aeroklubów, wyprodukowano dodatkowo 40. egzemplarzy. Samolot stał się podstawą do opracowania wersji rozwojowej, oznaczonej jako SIAI S.208. W Stanach Zjednoczonych zbudowano ok. 65 S.205, które były oferowane klientom jako WACO Sirrus a następnie jako VELA S220. Łącznie wyprodukowano ok. 620 egzemplarzy S.205 różnych wersji.

## Wersje
W trakcie rozwoju konstrukcji opracowano jej wersje:
- S.205-18/F – z silnikiem Lycoming O-360 o mocy 180 KM ze stałym podwoziem,
- S.205-18/R – konstrukcja zgodna z 18/F, wyposażona w chowane podwozie,
- S.205-20/F – z silnikiem Lycoming IO-360 o mocy 200 KM ze stałym podwoziem,
- S.205-20/R – konstrukcja zgodna z 20/F, wyposażona w chowane podwozie,
- S.205-22/R – z silnikiem Franklin 6A-350 o mocy 220 KM, wyposażona w chowane podwozie.